# 薬物汚染
薬物汚染（やくぶつおせん）とは、覚せい剤等の薬物使用による犯罪が増加し社会問題となっている状態のこと。

## 流行期
日本における薬物汚染には3回の流行期があると言われる。1回目は戦後の混乱期、2回目はベトナム戦争期、そして3回目が00年代以降の今日である。

## 戦後
日本が第2次世界大戦に敗れると、戦後の混乱期にヒロポンなどの薬物が国内に蔓延し大きな社会問題となった。

## ベトナム戦争期
アメリカによるベトナム戦争の時代、サンフランシスコを中心とするアメリカ西海岸でヒッピー・ムーブメントが起こり、世界的に流行した。ロックンロールの野外コンサート会場なども“薬物使用の開放区”と化した。こうした国外の影響のもと、日本国内でも薬物汚染が社会問題化した。

## 今日
00年代以降の今日、日本国内で薬物使用が大きな社会問題となっている。特に若者達の間で薬物の使用が流行し、大学・高校の構内で覚せい剤などが密売されるに至っている。
2018年11月9日に追手門学院大学の社会学部4年生の主将と経営学部4年生の学生2人が大麻取締法違反（所持）容疑で逮捕された。また、大学の部室に家宅捜索がされた。